# Matrimoni di Susa

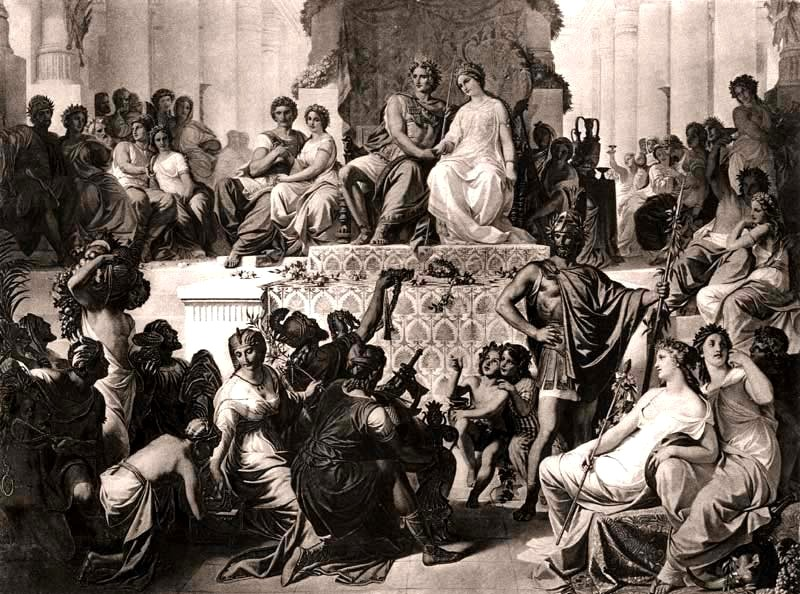
Matrimoni collettivi di Susa (Incisione del tardo ottocento)

I matrimoni di Susa furono una serie di matrimoni celebrati nell'antica città persiana di Susa nella primavera del 324 a.C. in cinque giorni consecutivi, con i quali un'ottantina di alti ufficiali di Alessandro Magno sposarono altrettante giovani donne appartenenti alla nobiltà dei paesi conquistati dal condottiero macedone, il quale, poligamo come il padre, sposò in quell'occasione le sue seconda e terza moglie. Tali unioni dovevano servire a sancire la pace fra i Persiani e i Greci.

## Premessa
Sulla via del ritorno dalla sua campagna militare verso l'India, Alessandro il Grande passò dalla città persiana di Susa. Qui egli intraprese grandi misure per consolidare il forte incremento del territorio sotto la sua sovranità, acquisito nel corso delle sue campagne militari in Asia.
Egli fece destituire come inadatti o corrotti numerosi governatori e altri funzionari amministrativi, punendo eventualmente quelli meritevoli di punizione. Per questo il custode del tesoro di Alessandro Arpalo fuggì ad Atene. D'altro canto il re premiò amici meritevoli e compagni di battaglie, offrendo loro corone dorate. In seguito egli emise un decreto per regolare i rapporti in Grecia, in seguito al quale tutti i greci banditi dalla patria, erano autorizzati a ritornarvi. Per unire più strettamente i suoi sudditi macedoni e persiani gli uni agli altri e così porre le basi di un'unione più sicura del suo impero, dispose infine una serie di matrimoni fra i suoi collaboratori di alto rango con donne dell'alta nobiltà persiana, come la legittimazione dei legami fino ad allora creatisi fra i suoi soldati con le donne, che essi avevano conosciuto durante le campagne militari.

## Le cerimonie e i partecipanti

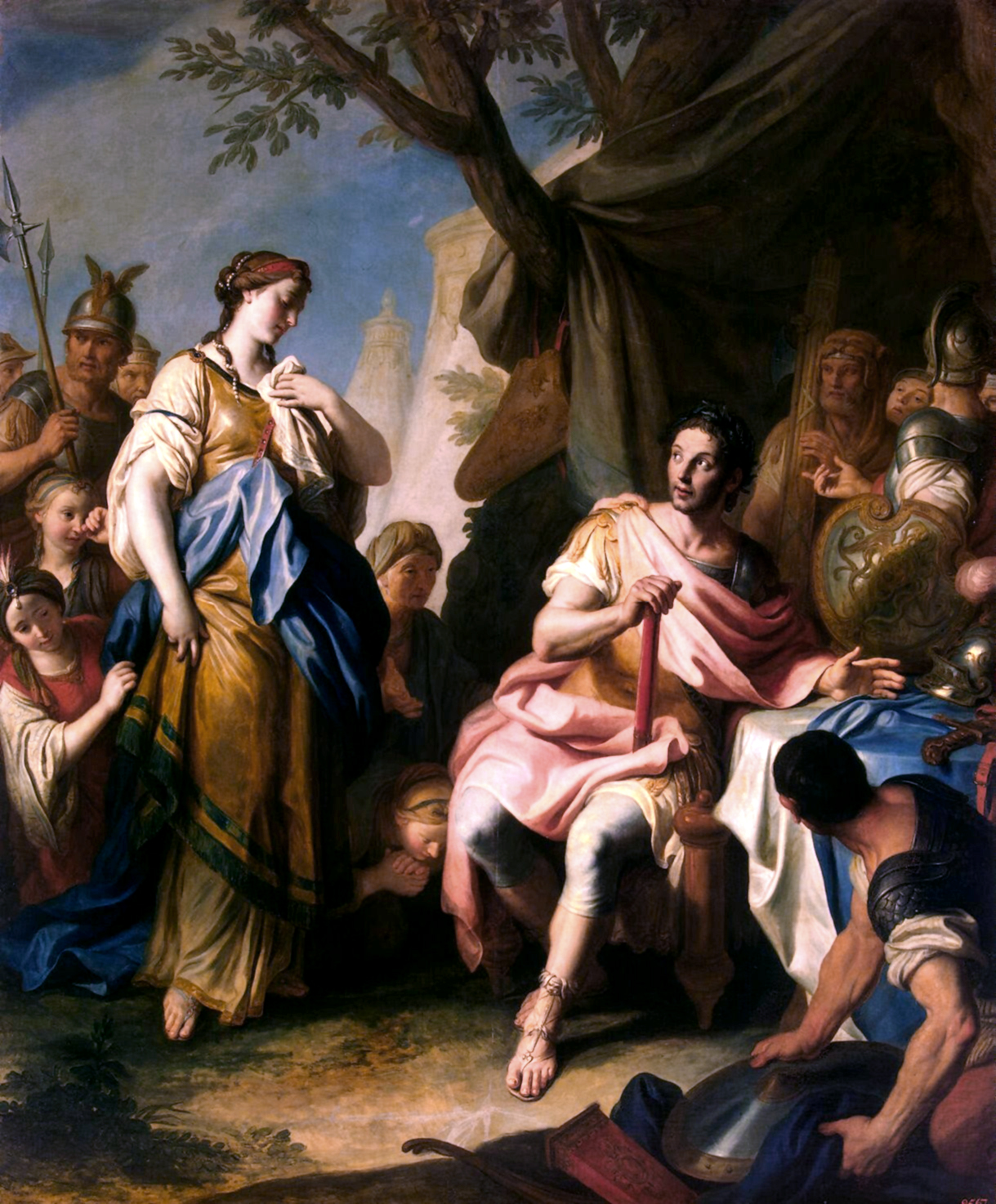
Alessandro Magno e Rossane (dipinto di Pietro Rotari, 1756)

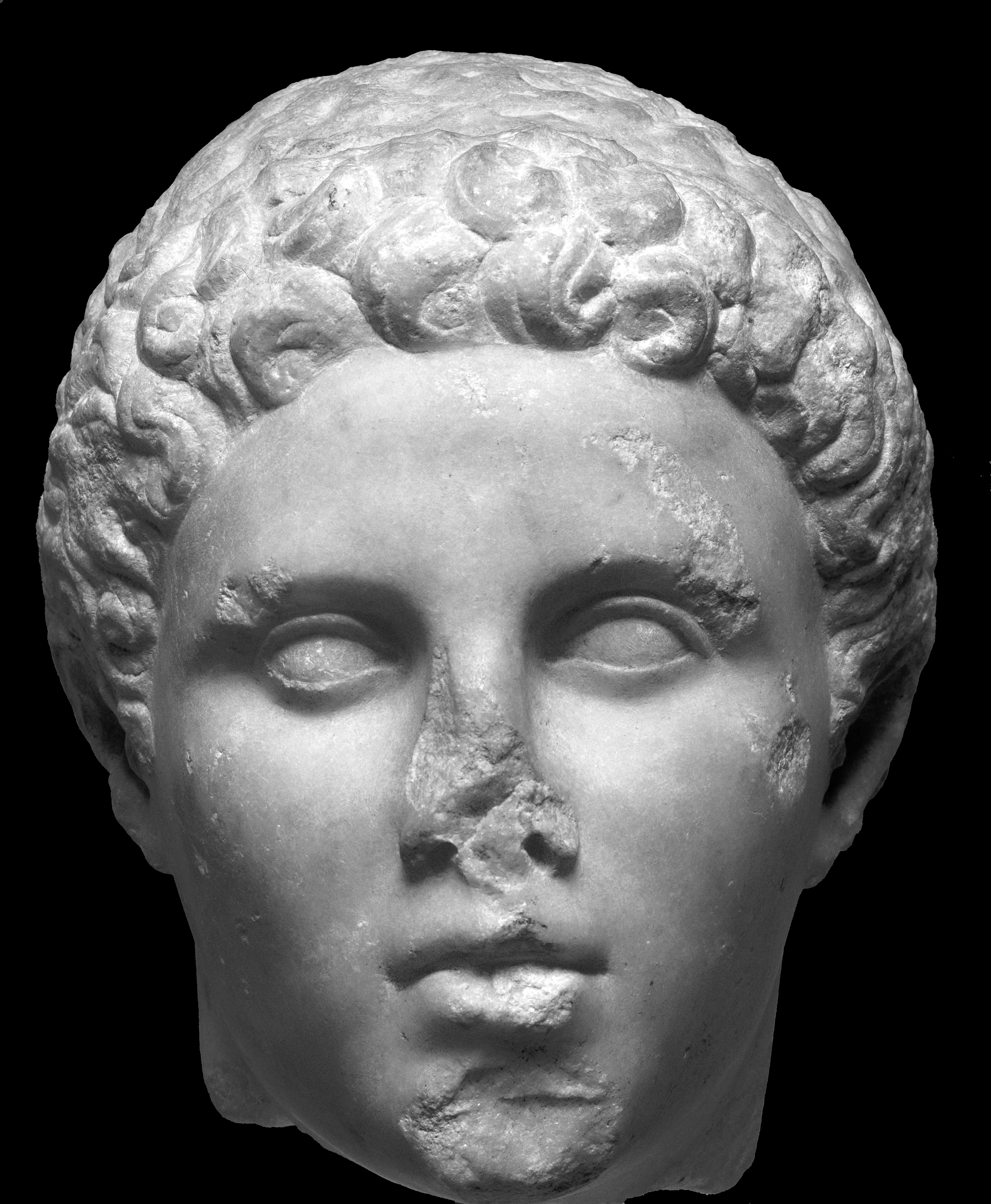
Testa marmorea rappresentante Efestione (Getty Museum)

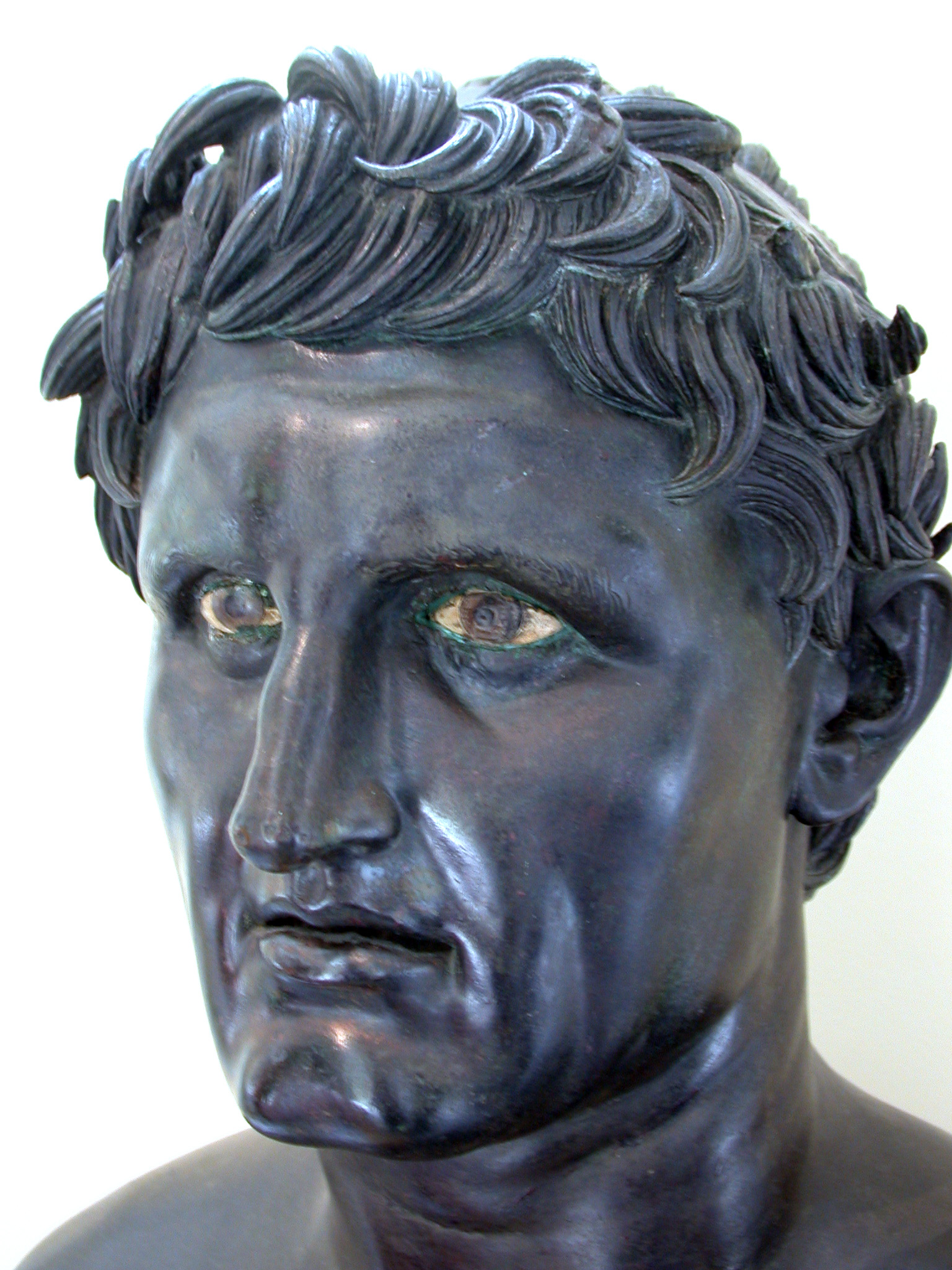
Busto di Seleuco I Nicatore (Museo archeologico nazionale, Napoli)

I dispendiosi festeggiamenti durarono cinque giorni. In una gigantesca tenda da campo che offriva posto a un centinaio di persone, arredata con lussuosi triclini e tappeti purpurei, poggianti su colonne decorate in oro e pietre preziose, presero posto Alessandro e i suoi ospiti d'onore per il banchetto nuziale. Intorno alla tenda furono appese costose tendine. L'inizio e la fine di questa festa furono annunciati con squilli di trombe. Attori rappresentarono come intrattenimenti tragedie e commedie, musici suonavano flauti e altri strumenti, saltimbanchi indiani mostravano la loro abilità insieme anche a famosi danzatori e oratori greci. Molti nominativi di questi artisti ci furono tramandati.
I matrimoni furono celebrati secondo il rito persiano. Gli sposi sedevano su sedie appositamente preparate per loro e bevevano, dopo di che comparivano le spose, che sedevano ciascuna a fianco del proprio sposo e ricevevano da lui un bacio. Per primo si sposò Alessandro stesso. Egli aveva già sposato Rossane, la figlia del nobile battriano Ossiarte, ma poiché secondo i costumi macedoni e orientali la poligamia era permessa, non vi erano impedimenti in questa direzione. Per stabilire rapporti di parentela con la fino ad allora regnante dinastia achemenide, Alessandro si unì quindi in matrimonio a Statira II, la prima figlia del gran re da lui sconfitto Dario III. Contemporaneamente sposò anche Parisatide II, la figlia minore del re persiano  Artaserse III, deceduto nel 338 a.C.. Alessandro diede quindi in sposa al suo amico intimo Efestione (di cui voleva diventare cognato), Dripetide, la seconda figlia di Dario III.
Seleuco Nicatore, futuro fondatore dell'impero seleucide, sposò nel corso delle nozze di Susa per ordine di Alessandro, Apama, la figlia del principe battriano Spitamene; il futuro re d'Egitto Tolomeo I sposò Artacama, una delle figlie del nobile persiano Artabazo; mentre ad Eumene di Cardia, capo della cancelleria reale, andò sposa Artonis, un'altra figlia di Artabazo.
Ulteriori matrimoni particolari tramandati sono quello di Cratero, che sposò Amastri, figlia di Ossiatre, uno dei fratelli di Dario III; quello del generale Perdicca, che sposò una figlia di Atropate, satrapo della Media e infine quello dell'ammiraglio Nearco, che sposò una figlia del generale mercenario greco Mentore di Rodi e di Barsine, figlia di Artabazo di Frigia ed ex amante di Alessandro. In totale ebbero luogo circa 80 matrimoni.
Tutti gli sposi ricevettero ricchi doni come dote. Che i confidenti di alto rango di Alessandro non avessero potuto essi stessi scegliersi la loro sposa, sembra un fatto da essi accettato, solo la forma di celebrazione del matrimonio secondo gli usi persiani suscitò la disapprovazione di alcuni di essi.
Contemporaneamente ai matrimoni collettivi Alessandro legittimò anche migliaia di concubinati, nei quali i suoi soldati si erano già impegnati con donne asiatiche. A tutti regalò una dote e pagò inoltre tutti i debiti dei suoi combattenti.